# Diendorf am Kamp
Diendorf am Kamp ist eine Ortschaft und eine Katastralgemeinde der Gemeinde Grafenegg im Bezirk Krems in Niederösterreich. Die Ortschaft hat 50 Einwohner (Stand 1. Jänner 2024).

## Geografie
Das südlich von Hadersdorf am Kamp liegende Dorf wird vom Fluss Kamp gestreift, der westlich am Ort vorbeifließt. Durch den Ort führen die Landesstraßen L7015 und L7016.  Im Osten schließt Walkersdorf am Kamp an.

## Geschichte
Die erste urkundliche Nennung des Dorfes erfolgte im 11. Jahrhundert als „Tiemindorf“. Der später unter der Herrschaft des Stifts Herzogenburg stehende Ort besteht überwiegend aus eingeschoßigen Haken- und Zwerchhöfen. Der Kremser Stadtrichter Gozzo von Krems war in Diendorf begütert.
Laut Adressbuch von Österreich waren im Jahr 1938 in Diendorf am Kamp mehrere Landwirte mit Ab-Hof-Verkauf ansässig. Bis zur Konstituierung der Gemeinde Etsdorf-Haitzendorf, die heute den Namen Grafenegg trägt, war der Ort ein Teil der damaligen Gemeinde Etsdorf am Kamp.

## Sehenswertes
Der bereits im 15. Jahrhundert erwähnte Gutshof war vermutlich ein Zehenthof des Stifts Melk und später die Meierei vom Schloss Walkersdorf. Der heutige Bau mit zwei Hofflügeln stammt aus der zweiten Hälfte des 18. Jahrhunderts und verfügt über einen rückwärtigen Schüttkasten.